# Jagiellonia Białystok
Jagiellonia Białystok je poljski nogometni klub. 

## Dosežki
- Državni prvak: (1)

2024
- Superpokal: (1)

2010
- Pokalni zmagovalec: (1)

2009/10

## Znani igralci
- Jacek Bayer
- Daniel Bogusz
- Marcin Burkhardt
- Marek Citko
- Tomasz Frankowski
- Kamil Grosicki
- Radosław Kałużny
- Antoni Komendo-Borowski
- Grzegorz Rasiak
- Marco Reich
- Grzegorz Sandomierski
- Andrius Skerla
- Euzebiusz Smolarek
- Radosław Sobolewski
- Grzegorz Szamotulski
- Tomasz Wałdoch
- Konstantin Vassiljev
- Łukasz Załuska

### Slovenci:
- Roman Bezjak (2018–2019)
- Dejan Lazarević (2018)
- Nemanja Mitrović (2017–2019)
- Dušan Stojinović (2023–...)